# 克利希夫納
49°29′18″N 24°36′5″E / 49.48833°N 24.60139°E
克利希夫納（烏克蘭語：Кліщівна），是烏克蘭西部的村莊，隸屬伊萬諾-弗蘭科夫斯克州的伊萬諾-弗蘭科夫斯克區。該村面積7.39平方公里，2001年人口482，人口密度每平方公里65.2人。